# 奧林匹克體育中心-運動場
奧林匹克體育中心-運動場（葡萄牙語：Centro Desportivo Olímpico - Estádio），前稱澳門運動場，是澳門奧林匹克體育中心其中一個組成場地。運動場位於氹仔運動場道與奧林匹克大馬路交界，於1997年啟用，2004年為配合2005年東亞運動會的舉行進行擴建，2005年8月3日擴建完成啟用。

## 歷史
運動場主場館1995年動工。1997年2月22日，由葡萄牙共和國總統J．桑帕約博士主持開幕，當時稱為澳門運動場（Estádio Campo Desportivo）。
2002年，備戰2002年國際足協世界盃的中國隊與葡萄牙隊在澳門運動場進行過一場熱身賽，最終，中國隊0-2負於葡萄牙隊。
2004年為配合2005年東亞運動會的舉行展開擴建工程，工程包括更新場館設施以及增建一個多功能的室內體育館，擴建工程於2005年8月3日完成啟用。
2005年10月29日至11月6日，為2005年東亞運動會的主場館，運動會開幕式和田徑、足球賽事的舉行場地。
2006年10月7日至10月15日，為2006年葡語系運動會的主場館，運動會開幕式和田徑、足球賽事的舉行場地。
2007年10月26日，舉行2007年亞洲室內運動會開幕式。
2010年7月12日，《澳門特別行政區公報》第100/2010號批示中公布把體地重新命名為奧林匹克體育中心-運動場（葡萄牙語：Centro Desportivo Olímpico - Estádio），並在公佈翌日起生效。
2018年9月4日，亞洲足協稱，由於2018夏季達沃斯論壇9月18日至20日在天津舉行，而天津權健的亞冠杯半準決賽次回合比賽正是在9月18日，與達沃斯論壇的時間重合。由於安保方面的壓力，本場比賽在天津奧林匹克中心體育場舉行的可能性已經不存在，更改在澳門奧林匹克體育中心-運動場進行。結果天津權健在次回合以0:3負於日本鹿島鹿角，兩回合計以0:5遭到淘汰。
2023年起，體育局和澳門足球總會合辦賀歲盃足球賽於此處舉行。

## 設施
澳門運動場由主場館、副場館和室內體育館組成。

### 主場館
運動場主場館佔地面積為35,585平方米，由足球場和田徑場組成。足球場為一個設有105米 x 68米真草足球場，曾為三個運動會足球賽事的主場及多場足球友誼賽的場地。田徑場方面，設有8條400米國際A級標準"泰坦"跑道，主場館兩側設有上蓋的觀眾席及看台，最高能容納16,000觀眾觀賞賽事。

### 副場館
運動場副場館佔地11,600平方米，為一個設有105米 x 68米標準人造草皮足球場，觀眾席設有上蓋並有1,000個固定座位供觀眾觀賞賽事，主要作為足球賽熱身及練習場地。

### 室內體育館

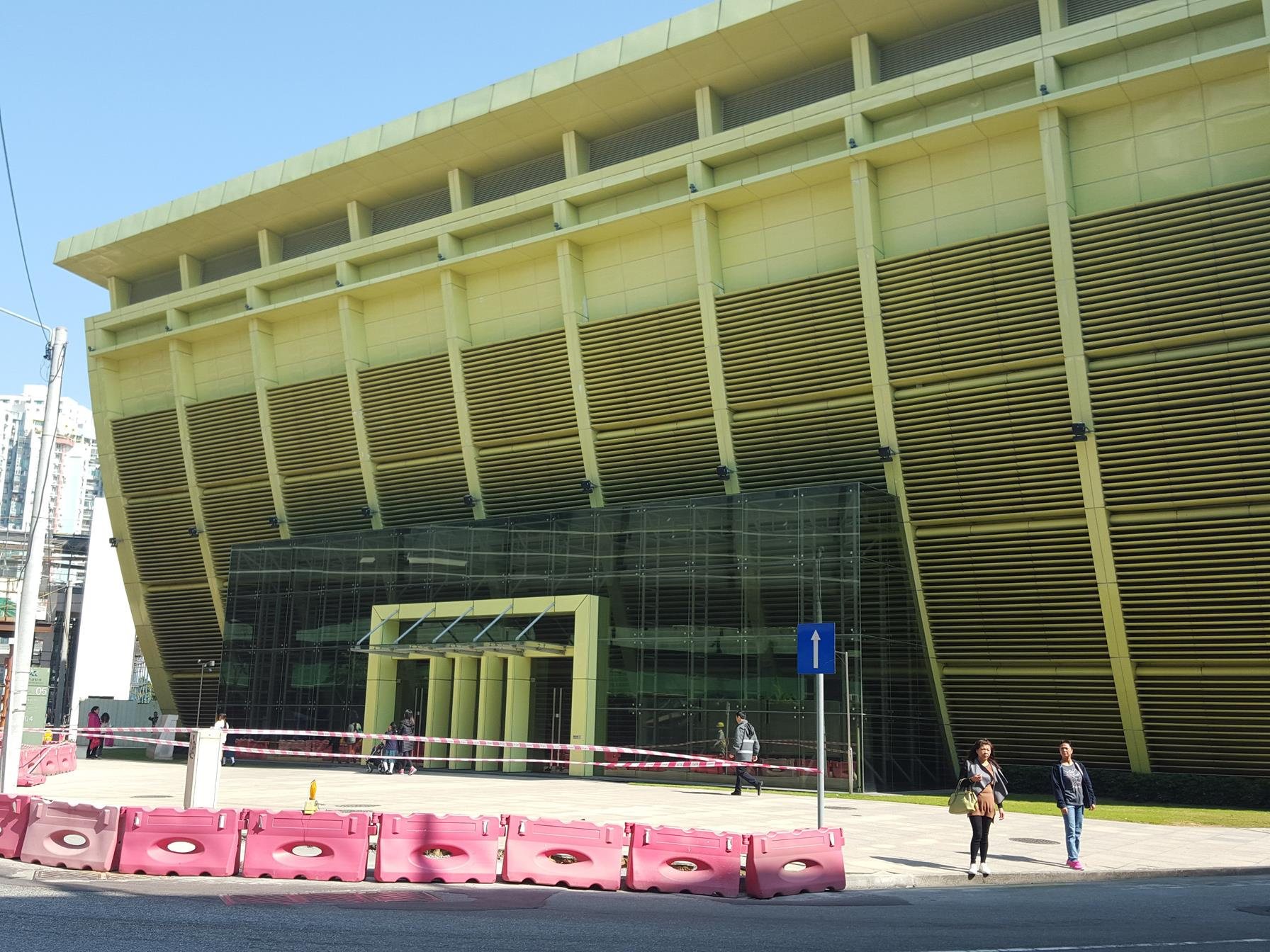
奧林匹克體育中心-運動場室內館

館內為一個45米×25米鋪有軟木板的場地（如不設活動座位，場地面積則為45米×33米），平日一般作為籃球場使用，需要時也可變換為排球、羽毛球、體操等比賽場地，最多設有909個座位，包括555個活動伸縮座位。

## 環保設計
- 覆蓋場館外之排水道以減少污染
- 於場館周邊種植樹木及草坪，並新建澳門奧林匹克戶外運動場
- 圍繞運動場建一片綠化帶為社區環境帶來效益

## 圖片庫

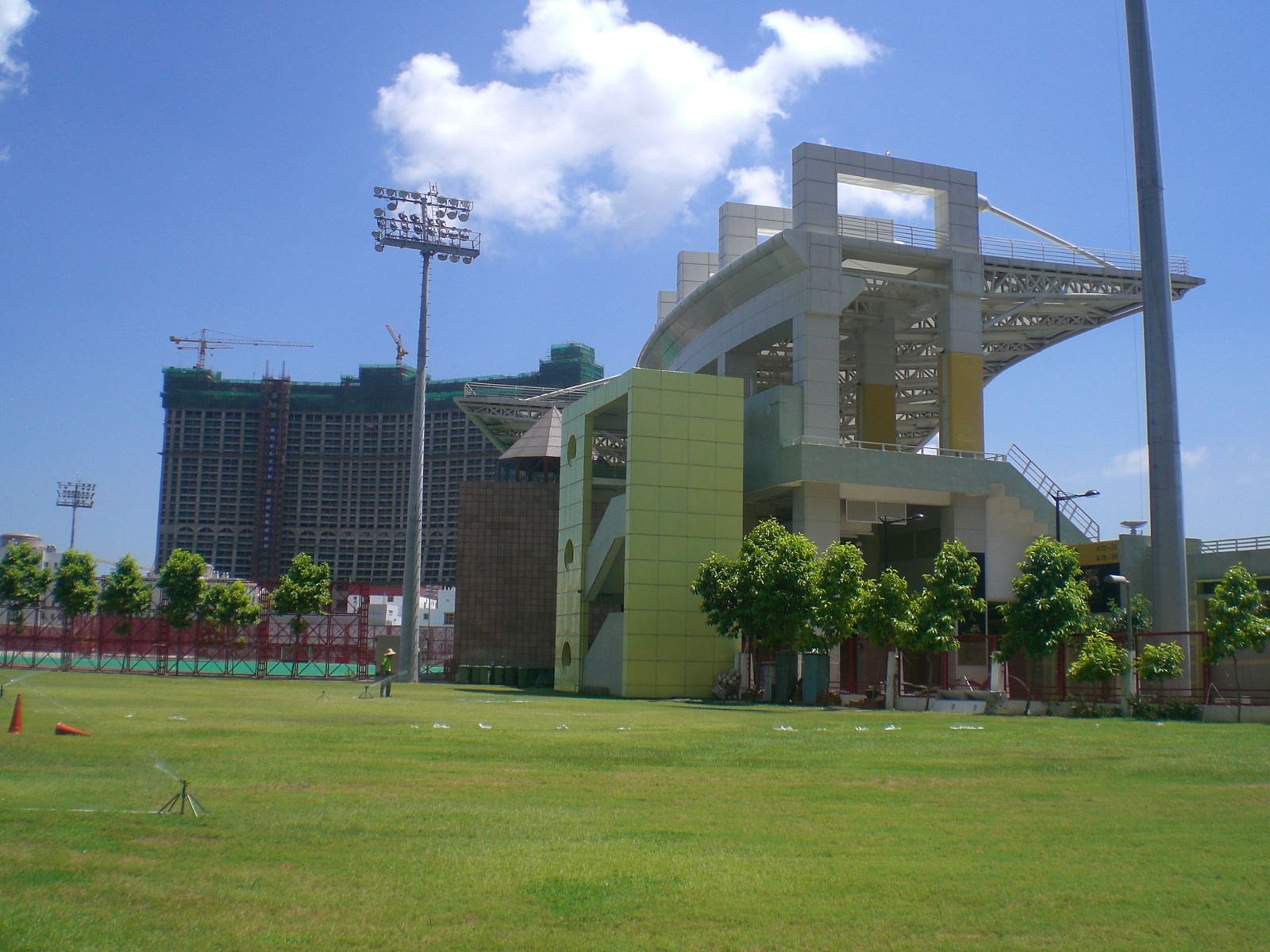
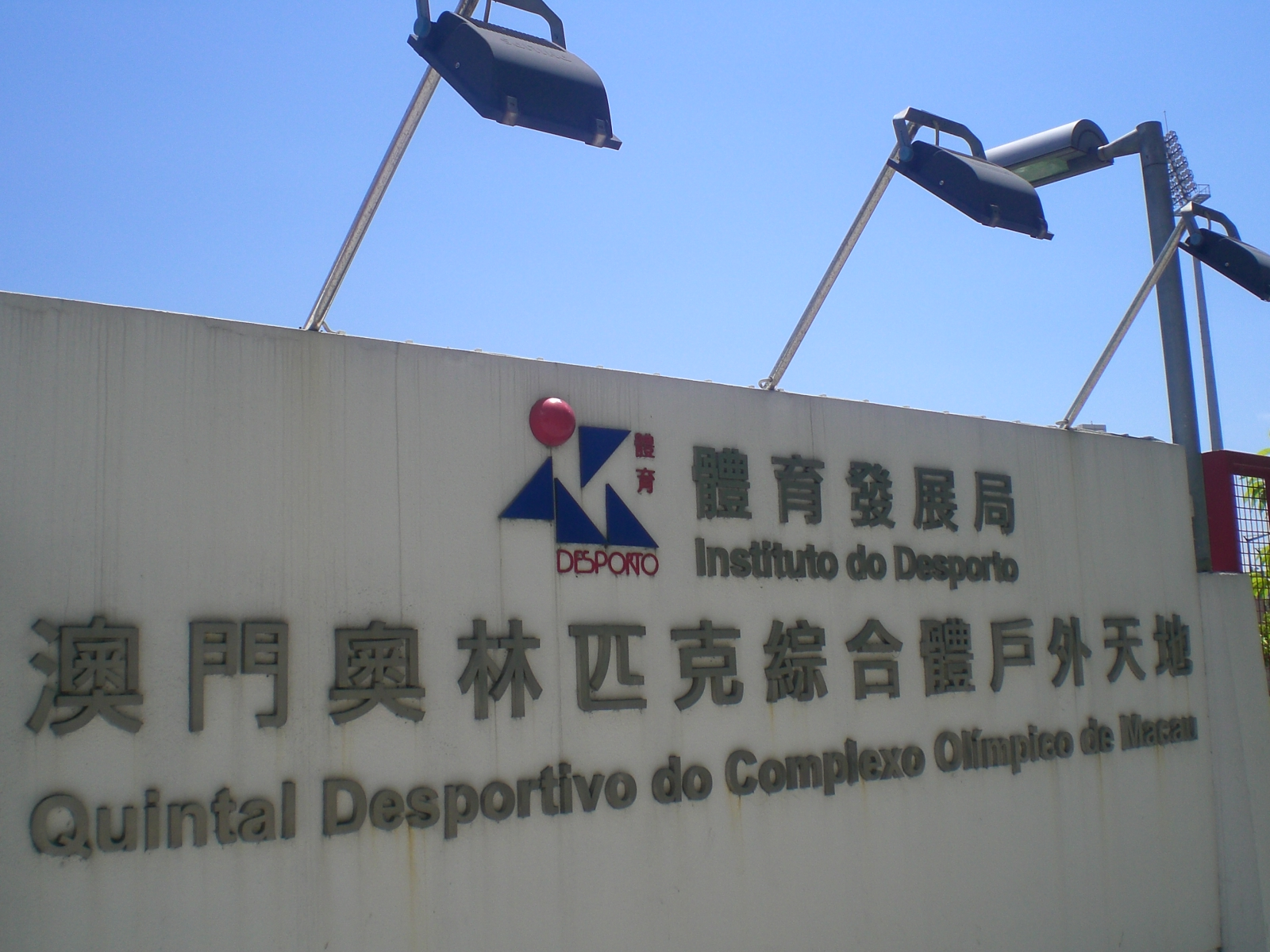
奧林匹克體育中心-戶外天地

## 大型活動
- 學界足球、田徑比賽
- 2005年東亞運動會
- 2006年葡語系運動會
- 2007年亞洲室內運動會
- 張學友演唱會澳門站（1987、2007）
- 澳門國際馬拉松起點及終點
- 澳門國際十公里長跑賽終點
- 澳門特別行政區政府體藝匯演（澳門特別行政區成立紀念日，12月20日當天舉行，最近一次為2019年）
- 賀歲盃足球賽
- 2024年1月SEVENTEEN巡迴演唱會

## 爭議事件
- 2024年Seventeen演唱會澳門站相關爭議：包括噪音、交通安排、後續場地問題包括草皮嚴重受損、修復等所引發的本地社會相關爭議

## 交通

### 公共巴士
T347 運動場／體育中心（Estádio / Centro Desportivo）
路線：25B、26A、35、72、102X、MT1、MT3、N6

### 輕軌
█  氹仔線運動場站（A出入口）

## 鄰近設施
- 奧林匹克體育中心
  - 奧林匹克體育中心-游泳館
  - 奧林匹克體育中心-戶外天地
  - 澳門曲棍球中心
  - 奧林匹克體育中心多層停車場
- 澳門賽馬會
- 運動場站